# Diadegma stenosomum
Diadegma stenosomum là một loài tò vò trong họ Ichneumonidae.